# Edward Norris
Septimus Edward Norris (* 10. März 1911 in Philadelphia, Pennsylvania; † 18. Dezember 2002 in Fort Bragg, Kalifornien) war ein US-amerikanischer Filmschauspieler.

## Leben
Edward Norris wurde 1911 in eine angesehene, in Philadelphia ansässige Familie hineingeboren und besuchte die Culver Military Academy in Indiana. Nachdem er eine Zeit lang als Zeitungsreporter tätig gewesen war, begann er Anfang der 1930er Jahre seine Karriere beim Film. Seinen ersten Leinwandauftritt hatte er als Statist in Rouben Mamoulians Filmdrama Königin Christine (1933) mit Greta Garbo in der Titelrolle. Louis B. Mayer nahm ihn daraufhin bei MGM unter Vertrag, um ihn für sein Studio als romantischen Helden aufzubauen. Als jedoch der junge Robert Taylor ebenfalls einen Vertrag bei MGM erhielt und sich schnell als Idol etablierte, gab Mayer seine Pläne für Norris auf und besetzte ihn in den folgenden Jahren als Gauner oder Gangster in zahlreichen B-Filmen.
Eine seiner bekannteren Rollen hatte Norris als Kleinkrimineller, der seinen Bruder vor einem ähnlichen Schicksal bewahren will, in MGMs preisgekröntem Film Teufelskerle (1938) an der Seite von Spencer Tracy und Mickey Rooney. In den Western Der Mann aus Alamo (1953) mit Glenn Ford und Der Mann aus Kentucky (1955) mit Burt Lancaster war Norris in seinen zwei letzten Filmen auf der Kinoleinwand zu sehen. Ab 1951 trat er in einer Reihe US-amerikanischer Fernsehserien auf, bevor er sich 1963 aus dem Showgeschäft zurückzog. Durch gute Investitionen war er im Laufe der Jahre ein reicher Mann geworden, der sich fortan dem Sammeln von Autos, Waffen und Pferden widmete. 1978 machte er Schlagzeilen, als sein Haus in Malibu durch einen Waldbrand zerstört wurde.
Norris war fünfmal verheiratet. Aus seiner ersten Ehe (1927–1932) mit Virginia Bell Hiller ging ein Sohn († 1994) hervor. Seine Ehe mit der Schauspielerin Lona Andre wurde 1935 nach vier Tagen annulliert. Von 1936 bis 1939 war Norris in dritter Ehe mit der Schauspielerin Ann Sheridan verheiratet. Von Mickey June Satterlee wurde Norris 1943 nach weniger als einem Jahr geschieden und auch seine letzte Ehe mit Sheila Ryan, die 1947 geschlossen wurde, endete in Scheidung. Edward Norris starb 2002 im Alter von 91 Jahren in Fort Bragg, Kalifornien.

## Filmografie (Auswahl)
- 1933: Königin Christine (Queen Christina)
- 1935: One New York Night
- 1935: Tolle Marietta (Naughty Marietta)
- 1935: Wagon Trail
- 1935: Murder in the Fleet
- 1935: Mad Love
- 1935: Zeig’ kein Erbarmen! (Show Them No Mercy!)
- 1935: Der Polizeibericht meldet … (Woman Wanted)
- 1935: Das Rätsel von Zimmer 309 (One New York Night)
- 1936: Kleinstadtmädel (Small Town Girl)
- 1936: The Magnificent Brute
- 1937: Song of the City
- 1937: Der Arzt und die Frauen (Between Two Women)
- 1937: Bad Guy
- 1938: Teufelskerle (Boys Town)
- 1939: Frontier Marshal
- 1939: Here I Am a Stranger
- 1939: The Escape
- 1940: Paul Ehrlich – Ein Leben für die Forschung (Dr. Ehrlich’s Magic Bullet)
- 1940: The Lady in Question
- 1941: Here Comes Happiness
- 1941: Angels with Broken Wings
- 1942: The Lady Has Plans
- 1942: Man with Two Lives
- 1943: No Place for a Lady
- 1943: The Sultan’s Daughter
- 1944: Career Girl
- 1945: Jungle Queen
- 1946: Murder in the Music Hall
- 1946: Blonder Lockvogel (Decoy)
- 1949: Forgotten Women
- 1950: Killer Shark
- 1950: 6.6. 6 Uhr 30 – Durchbruch in der Normandie (Breakthrough)
- 1950: Der Panther (Highway 301)
- 1951: Ich war FBI Mann M.C. (I Was a Communist for the FBI)
- 1951: Meuterei im Morgengrauen (Inside the Walls of Folsom Prison)
- 1953: Der Mann vom Alamo (The Man from the Alamo)
- 1955: Der Mann aus Kentucky (The Kentuckian)
- 1958/1962: Perry Mason (TV-Serie, zwei Folgen)
- 1961: Sprung aus den Wolken (Ripcord) (TV-Serie, eine Folge)
- 1963: Gefährliche Geschäfte (The Third Man) (TV-Serie, eine Folge)